# Lotus Evora
O Lotus Evora é um carro esportivo produzido pela fabricante de carros britânica Lotus. O carro, que foi desenvolvido sob o nome de projeto Project Eagle, foi lançado como o Evora em 22 de julho de 2008 no Salão Internacional do Automóvel Britânico. O Evora S foi lançado em 2010 com um V6 de 3.5 litros supercharged. Um modelo de Evora 400 facelifted e mais poderoso foi revelado no Salão do Automóvel de Genebra de 2015, seguido por uma variante hardcore e mais poderosa, o Evora GT430 que foi revelado em 2017.
O Lotus Evora é baseado na primeira plataforma de veículos totalmente nova da Lotus Cars desde a introdução do Lotus Elise em 1995 (o Exige, lançado em 2000, e o Europa S em 2006, são ambos derivados do Elise). O Evora foi planejado para ser o primeiro veículo de três a ser construído na mesma plataforma.
As vendas deveriam começar no verão de 2009, a meta de vendas era de 2000 carros por ano, com preços entre £ 45.000 e pouco mais de £ 50.000 e nos EUA desde o início de 2010.